# Jardins du Trocadéro

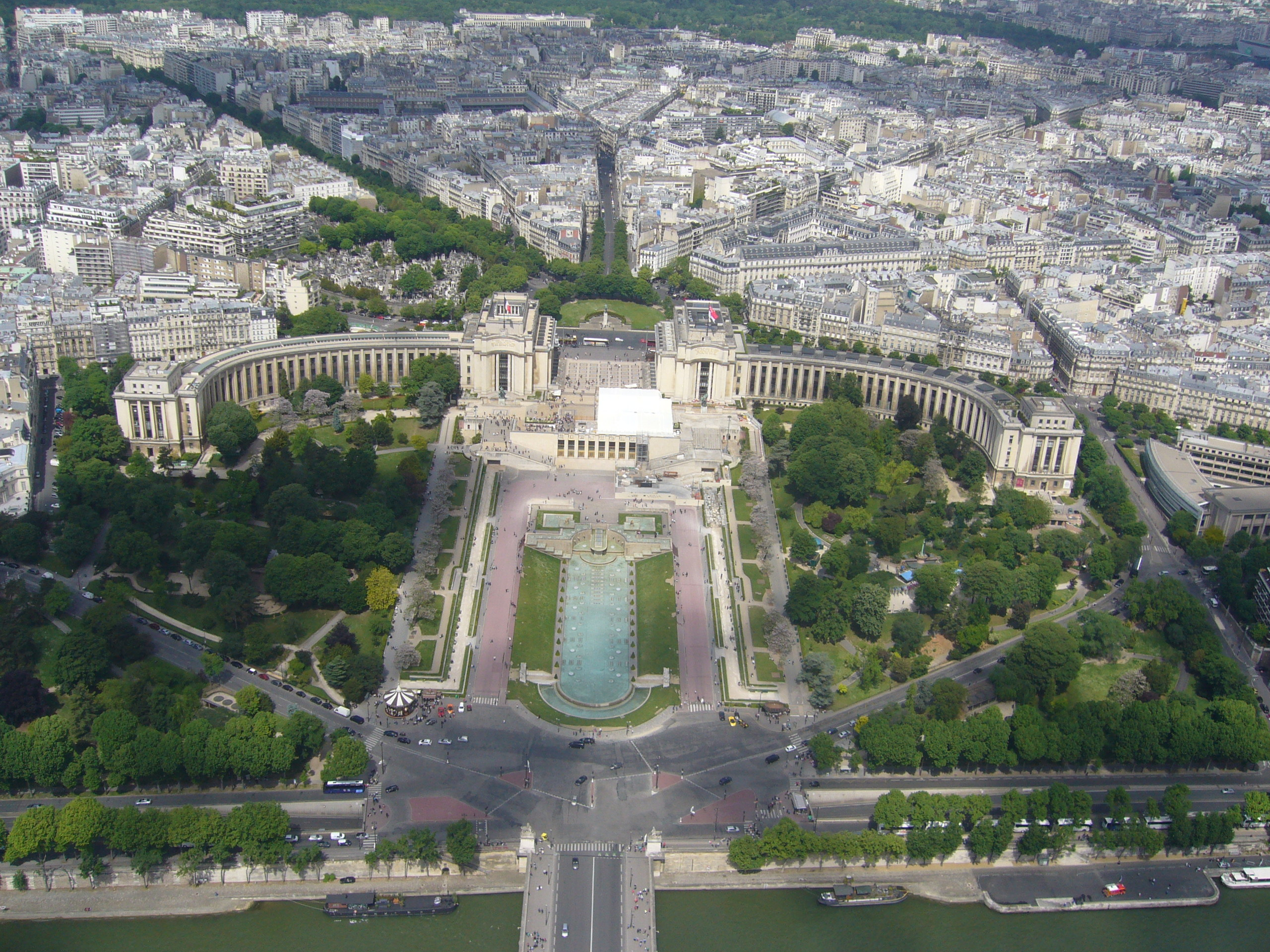
Jardins du Trocadéro von der dritten Etage des Eiffelturms

Die Jardins du Trocadéro liegen am Hügel von Chaillot im 16. Pariser Arrondissement und bilden eine symmetrisch angelegte Grünanlage.

## Lage
Die Gärten liegen am rechten Seineufer, von dem sie nur die Avenue des Nations Unies trennt. Im Norden werden sie durch die beiden viertelkreisförmigen Flügel des Palais de Chaillot begrenzt, zwischen denen eine beliebte Aussichtsplattform einen schönen Blick über einen Teil des Rive Gauche (dt. linkes Ufer der Seine) bietet.
Die imposanten Treppen der Anlage führen vom Place du Trocadéro et du 11 Novembre hinunter zu einer Brücke über die Seine, der Pont d’Iéna. Sie sind Ausgangspunkt der imposanten Perspektive, die jenseits der Seine über den Eiffelturm und die Grünfläche des Champ de Mars geht und ihren Abschluss an der École Militaire (Militärschule) findet.

## Geschichte
Anstelle der ausgedehnten Esplanade auf dem Hang des Hügels von Chaillot stand seit 1651 das Kloster der Visitation (frz.: couvent de la Visitation), das nach der  Revolution zerstört wurde. Es wurden mehrfach Umgestaltungspläne für den Ort entworfen: Napoleon Bonaparte wollte ein Monument zu Ehren seines Sohnes, des damaligen Königs von Rom, erbauen lassen. Der Bildhauer Antoine Étex schlug den Bau einer riesigen Fontäne vor, in deren Mitte ein Leuchtturm stehen sollte. Auch Ludwig XVIII. wollte im Gedenken an die Schlacht von Trocadero im Jahre 1823 ein Monument namens Villa Trocadéro bauen lassen. Jedoch wurde keines dieser Projekte verwirklicht. Der Name des letzten Projekts prägte den Ort bis heute.
Napoleon III. und Baron Haussmann erkannten die Begeisterung der französischen Bevölkerung für Gartenanlagen und nutzten sie als politisches Mittel. Schon in England betrachtete man Gärten als Instrument für soziale Reformen. Sie übernahmen diese Idee und wollten aus den Gärten von Paris ein Symbol der sozialen Harmonie machen, das die urbanen Spannungen während dieser unruhigen Zeiten ausgleichen sollte.
Für die Weltausstellung Paris 1878 wurden endlich die Jardins du Trocadéro angelegt. Der Ingenieur Jean-Charles Alphand ließ die Gärten in Harmonie mit dem vom Architekten Gabriel Davioud geplanten „Palais du Trocadéro“ anlegen, der im orientalischen Stil mit 70 m hohen Minaretten gestaltet wurde. Gleichzeitig entstand im nordöstlichen Bereich der Gärten das unterirdische Aquarium du Trocadéro, dessen Besonderheit darin bestand, dass es Flussfische zeigte.
Im Zuge der Vorbereitungen für die Weltausstellung von 1937 entstand nach dem Abriss des orientalischen Palais auf den vorhandenen Fundamenten das heutige Palais de Chaillot mit seinen Terrassen, Treppen und Brunnen. Im Anschluss an den Abbau der provisorischen Ausstellungspavillons wurden die Gärten von Roger Lardat, einem der für die Stadt Paris tätigen Architekten, restauriert und teilweise umgestaltet, das Aquarium saniert. Letzteres wurde nach über hundertjährigem Bestehen trotz seines internationalen Ruhmes 1985 wegen Baufälligkeit geschlossen. Erst im Jahr 2006 wurde es nach einer umfassenden Renovierung neu eröffnet.
Bei den Olympischen Sommerspielen 2024 befand sich sowohl der Start als auch das Ziel der Straßenrennen im Radsport an den Jardins du Trocadéro.

## Gestaltung

Jardins du Trocadéro, Paris

Die 93.930 m² große Anlage ist in mehrere Terrassen unterteilt. Auf der zentralen Terrasse befindet sich die Fontäne von Warschau (frz. fontaine de Varsovie, 1937), an der 20 Wasserkanonen ein Volumen von 8.240 m³ in die Höhe schießen und dabei 56 Fontänen bilden. Das Wasser fließt daraufhin über seitliche Treppen in ein längliches Becken, das bis an den Fuß des Hangs reicht. Die Fontänen werden abends von einem beeindruckenden Lichtspiel hervorgehoben.
Während die offenen Terrassen im Zentrum der Gärten aus breiten Promenaden bestehen, sind die Flächen zu beiden Seiten dicht mit Laubbäumen bepflanzt. Ein künstlicher Bachlauf verläuft durch die unregelmäßig angelegten Gärten. Man findet hier Buchen, Kastanien, Linden, sowie eine Roteiche, eine Stiel-Eiche und einen hundertjährigen Haselnussstrauch. Aber auch eine Kaukasische Flügelnuss, die 1891 gepflanzt wurde und eine Höhe von 28 m erreicht hat, steht hier. Diese üppige Vegetation trifft zum Zentrum hin auf eine geradlinig angelegte Reihe von Paulownien, die die offene Esplanade beidseitig begrenzt.
Die Gärten sind vereinzelt mit Skulpturen versehen die zum größten Teil aus den 1930er Jahren stammen. So zum Beispiel die Skulpturen Homme (dt.: Mann) von Traverse und Femme (dt.: Frau) von Bacqué, die sich über den Becken erheben. Man kann dort auch seltene Überreste der Stadtgeschichte finden: eine obere Ecke des Hôtel de Ville aus dem 16. Jahrhundert, sowie einen Teil der Fassade des Palais des Tuileries.